# Hans-Karl Uhl
Hans-Karl Uhl (* 22. Juli 1943 in Wien; † 25. September 2020) war ein österreichischer Politiker (SPÖ) und SPÖ-Bezirkssekretär. Er war von 1985 bis 1997 Abgeordneter zum Landtag von Niederösterreich.

## Leben
Uhl besuchte nach der Volksschule eine Hauptschule und absolvierte danach eine Lehre als Maschinenschlosser. Er arbeitete in der Folge als Werkzeugmacher und Montagemeister und wurde 1974 Bezirkssekretär der SPÖ. Lokalpolitisch engagierte sich Uhl zwischen 1970 und 1995 als Gemeinderat in Perchtoldsdorf und rückte am 7. November 1985 für Franz Fürst in den Niederösterreichischen Landtag nach, in dem er bis zum 26. November 1997 als Abgeordneter wirkte. Er wurde am Perchtoldsdorfer Friedhof bestattet.

## Auszeichnungen
- 1996: Großes Silbernes Ehrenzeichen für Verdienste um die Republik Österreich[4]